# ささきいさお
ささき いさお（1942年5月16日 - ）は、日本の男性歌手、俳優、声優、ナレーター、ラジオパーソナリティ、司会者。
東京都目黒区出身。身長175cm、体重70kg。血液型はA型。妻は声優の上田みゆき。所属事務所は長良マネジメント。現在は、長良グループ（株）ワン･ペアー。
本名および旧芸名（別名義）は佐々木 功（読み同じ）。活動内容によって「佐々木功」「ささきいさお」と名義を使い分けていた時期もあったが、現在は活動の区別なく平仮名表記の「ささきいさお」を用いている（詳細は後述）。
代表曲「宇宙戦艦ヤマト」「銀河鉄道999」などアニメソングで多くのヒット曲を持つことから「アニメソング界の大王」と呼ばれ、水木一郎・堀江美都子・大杉久美子とともに「アニメソング四天王」の一人に数えられている。

## 来歴
暁星小学校、武蔵高等学校中学校卒業。
高校時代より歌手として活動。1960年、日本コロムビアより「本命はお前だ」（エルヴィス・プレスリーの日本語カバー曲）でロカビリー歌手としてデビュー。ささきの雰囲気がプレスリーに似ていたことから「和製プレスリー」のキャッチフレーズで売り出していた。
歌手業と並行して俳優活動もはじめ、1960年には大島渚の監督映画『太陽の墓場』の主役に抜擢され、松竹の専属俳優として松竹ヌーヴェルヴァーグの映画に数多く出演。1962年に『この先カーブあり』でテレビドラマ初出演。
1964年、クラウンレコードに移籍。ヌーヴェルヴァーグ路線が終わり、ロカビリーブームも去ると、俳優活動・歌手活動ともに不遇の時代を迎える。この不遇の時期に島田敬穂（島田歌穂の父）から指導を受け歌唱・発声を基礎から学び直す。また、俳優としても1967年から約10年間、金子信雄主宰の演劇人クラブ「マールイ」に参加し演劇の基礎を学ぶ。
1968年、エルヴィス・プレスリーの主演映画『燃える平原児』において、プレスリーの日本語吹き替えを担当。これ以降、声優としての活動も行うようになる。『マイティ・マウス』にてマイティ・マウス役を担当、アニメーション作品初出演。
1969年、テレビドラマ『妖術武芸帳』で主演。1972年、声優としてテレビアニメ『科学忍者隊ガッチャマン』にてコンドルのジョー役を担当、国内アニメーション作品初出演。
1973年、テレビアニメ『新造人間キャシャーン』の主題歌歌手に抜擢。ささきいさおの芸名でアニメソング歌手として歌手活動を再開。以降、数々のアニメ・特撮作品の主題歌を担当することとなる。『宇宙戦艦ヤマト』『銀河鉄道999』の主題歌が一世を風靡し、ミリオンセラーを記録。大杉久美子や水木一郎、子門真人、堀江美都子らと共に、アニメソングの黎明期を支えた。
1981年、現在の妻・上田みゆきと結婚。互いに子連れでの再婚となり、そのときの苦労は1986年に出版された『子連れ再婚の片道切符』に描かれている。
1983年に劇場用アニメ作品『宇宙戦艦ヤマト 完結編』が公開され、関連楽曲を発表して以降は数年にわたり楽曲のリリースを一時休止し、俳優業やナレーター、洋画の吹き替えを中心に活動をシフトしていく。
1998年に約10年ぶりにアニメソングを歌唱し、同年ベストアルバム『佐々木功シングルコレクション '73〜'87』をリリース。以降、アニメソング歌手としての活動を本格的に再開する。2004年より定期的に行われているライブイベント「スーパー戦隊“魂”」では、公演座長を務めている。
以降も現在に至るまで俳優（声優）業、歌手業を並行して行い、2011年に「第5回声優アワード」において功労賞を受賞、2015年には「東京アニメアワード2015」において歌手としてアニメ功労賞を受賞している。
2025年1月、東京都内で地下鉄に乗車中に一時意識を失い、自力で帰宅後に医師の診察を受けて間質性肺炎急性増悪と診断された。血中の酸素飽和度が50%台まで落ち、家族には「ステロイド剤が効かなければ死にます」と説明があったほどの重症だったものの、約1カ月の入院とその後のリハビリで復活を遂げ、4月27日に東京・Zepp Hanedaで行われるフェス「スーパーロボット魂2025東京〜stage terra〜」で復帰することを発表した。

## 人物・エピソード
趣味は、オーディオ・ビジュアル、釣り、ゴルフなど。とりわけオーディオやホームシアターへの造詣は深く、専門誌でコラム連載の経験もある。普通自動車運転免許、四級小型船舶操縦士免許所持。
父方曽祖父は海軍主計総監で初代海軍主計学校長の奈良真志、見込まれその娘と結婚した祖父は東京帝国大学出身で海軍主計中将の佐々木重蔵、父は早稲田大学出身の一級建築士、母方祖父は父方と同じ東京帝国大学出身で朝鮮火薬製造監査役を務めた寺井俊治、母方祖母の兄は満州国最高法院院長の井野英一、農林大臣・法務大臣などを歴任した井野碩哉というエリート一族で、両親からは両祖父の母校でもある東京大学への進学を望まれていた。本人も東大理・工学部志望で、成績も武蔵で1〜3位と良かった。が、高校二年頃だんだんと勉強が面白く感じなくなっていき、成績も下降気味だった折、友人の薦めで日本テレビののど自慢番組に出た所、審査員長だった服部良一に「君は東京のプレスリーだね」と褒められたことから歌手を志すようになり、当時法務大臣だった井野が日本コロムビアのディレクターと知り合いだったことから、紹介してもらいテストを受ける。その場に立ち会ったのが東洋企画を立ち上げたばかりの堀威夫で、やはりプレスリーに似ていると評価され、そのまま堀のマネージメントを受けることとなった。当時の担当マネージャーには、相澤秀禎もいた。
男三兄弟の次男で、小学3年から高校まで男子校生活を送ったこともあり、学生時代は女性との接し方が苦手で、電車に乗っても女性の隣に座れないほどだった。
なお、『宇宙戦艦ヤマト』のプロデューサー・西崎義展、SF設定等を担当した豊田有恒とささきの3人は武蔵高等学校の同窓であり、「宇宙戦艦ムサシ」にしておけばよかったのでは、とのジョークすら生まれたとのこと。『ヤマト』の主題歌に関しても、起用の数年前に、イベントの司会をしていた西崎の前で歌唱したことを覚えて貰っており、起用に際して西崎から「何だ、お前か！」と声をかけられてスムーズに決まったという。『ヤマト』の大ヒットとシリーズ化以降、西崎とは良好な関係を続けたが、『宇宙戦艦ヤマト 復活篇』の制作時には悪化しており、西崎が顔を合わせたささきを睨むこともあった。ささきは「（『ヤマト』で）一番表面に出たのは僕じゃないですか。だから、俺が作った作品なのに彼奴は何だ、みたいな複雑な感情があったんですよ」と、西崎の没後の取材で語っている。
二代目松本白鸚は暁星小学校の同級生。後に蜷川幸雄演出の『ロミオとジュリエット』や、ラジオなどで共演している。

### 芸名について
歌手デビュー以来、俳優・声優業も本名の「佐々木功」で行っていた。アニソン歌手としての名義が平仮名表記となったのは、「漢字表記のままでは（当時ささきが声優を担当していた）コンドルのジョーが歌っているようでまずい」、という理由によるもの。当初は『新造人間キャシャーン』の主人公である「東鉄也」名義にする案も挙がっていたが、ささきが拒んだため平仮名表記に落ち着いた。
アニソン歌手デビュー以後、基本的には俳優・声優として活動する時や、アニメ・特撮に関連しない曲を歌う時は「佐々木功」、アニメソング歌手として活動する時や、主題歌に関わったアニメでの声優出演時は「ささきいさお」と二つの芸名を使い分けていた。しかし1987年の『超人機メタルダー』の主題歌以降は、アニメ・特撮ソング歌唱の際も「佐々木功」の名前を用いるようになったが、1990年代後半には再び「ささきいさお」の表記も使われるようになる。2003年4月からは俳優業等における芸名も「ささきいさお」に一本化している。

### 歌手として
「キーを下げて歌うようならもう現役じゃない」という信条のもと、過去の楽曲も当時のキーのまま（いわゆる原曲キー）で歌うことを貫いており、それに必要な体力や声を保つためにエアロビクス、腹筋の鍛錬、鉄アレイを持ちながらの発声練習などを行っているという。
「和製プレスリー」と称されたデビュー当時のささきについて、草野昌一は「単なる真似ではなく、もって生まれたもの自体が（プレスリーに）似ている」と評していた。一方で、デビューから暫くは基礎的な技術を教わることなく、後年にミュージカルへ出演するようになってから歌唱の勉強を始めた経緯があり、当時マネージメントを担当した堀威夫は著書で「デビュー時の歌唱力はとても人前で披露できるようなものではなかった」と述べており、ささき本人も当時の自らの歌について「気持ち悪い」「プレスリーはこんなに歌がヒドくない」「滅茶苦茶下手くそ。歌に色気がない」などと酷評している。作曲家の菊池俊輔も、ロカビリー時代の歌唱力の低さを熟知した1人で、『新造人間キャシャーン』での起用に当初は疑問を呈するも、ささきの修練を積んだ歌唱力に驚き、以降は積極的に楽曲を提供するようになる。
アニメソング主題歌を担当することになったのは『科学忍者隊ガッチャマン』のパーティーでの席上、出席者全員が余興で歌を披露する機会があり、声量が一際大きかったことで、スタッフから「歌手だったし、主題歌を歌ってみませんか？」と声をかけられたことがきっかけであり、ささき自身は「当時、幼稚園に通っていた息子には『パパはアニメの主題歌も歌うんだぞ』というところを見せられるという思いもあった」と語っている。
アニソンを歌うことに葛藤はなく、自身の発声方法を見直して正当な歌唱が出来るようになった時期と重なったこともあり、挑戦したいという気持ちが勝っていたという。
アニソン歌手として成功を収めたものの、当初は顔出しの仕事もなく、外を出歩いても、巷から声がかからないので実感が湧かず、レコード会社から売り上げの好調ぶりを聞かされても、他人事のように聞き流していたという。ところが、新宿の伊勢丹屋上で初の単独イベントを開催した際、女子中高生が約500人も集まり、ロカビリー時代にもなかったその盛況ぶりに、バイト感覚で会場に足を運んだささきは驚愕したものの、彼女たちは皆一同に、ささきの名前は一切呼ばず、「（コンドルの）ジョー！」「（宇宙戦艦）ヤマトー！」などと、作品名やキャラクター名を口々に叫んでは黄色い声援を送るため、ささき当人は「何なんだこいつら」という心境で歌っていたという。
2005年9月7日に宮城スタジアムで行われたキリンチャレンジカップ日本対ホンジュラス戦のセレモニーにて国歌「君が代」を独唱したが、これは九里一平のパーティーに参加した際に声をかけられた、望月三起也の推薦によるもの。

### 役者として
基礎訓練を受けないまま、松竹の映画で役者デビューをするが、当時の松竹の監督たちは、劇団仕込みの作り込んだ芝居を重視する派とナチュラルな素人肌の芝居を重視する派に分かれており、受け身で仕事をしていたささきにとって、芝居を学べる環境ではなかった。後に金子信雄が主宰する劇団新演劇人クラブ・マールイに入団するも肌に合わず、「芝居は勉強するものではない」ことを体感して退団している。今でも自身の芝居については、「型通りにしかできない。型通りの芝居は、古い演劇という気がします」と時代遅れを自称している。
本人曰く、若い頃は鼻っ柱が強く、理屈で物事を進める性格が災いして、周りと衝突することが多かった。テレビドラマの出演を巡って、悪役ばかりやらせる金子と対立の末劇団を退団したり、高名な劇作家と喧嘩状態になって東宝のミュージカルから干されるなど、厳しい状況に追い込まれたこともあったが、歳を重ねるにつれて、「理屈も大事だが芝居や歌は体でやるもの、理屈の付けようがない」という心境に変わっていったという。
『宇宙戦艦ヤマト』がヒットした時期に、石原裕次郎と『新・座頭市』で共演したことからか『西部警察』の刑事役のオファーを受けたが、スケジュールを完全拘束され、歌の仕事にほとんど時間を取れなくなるため断ってしまった。

### 声優として
初舞台で舞台監督をしていた水本完が音響監督の仕事を始めた頃に「和製プレスリーなんだから」と言われ、エルヴィス・プレスリー主演の『燃える平原児』で初めて洋画の吹き替えを経験したが、当時は日本のテレビドラマもフィルム撮影のアフレコ方式で、ささきも自身の出演場面を自身で当てていた経緯から苦労はしなかった。『燃える平原児』での演技はプレスリーの芝居と合っていると評判が良く、それから声優の仕事が来るようになる。『ガッチャマン』も水本に大鷲の健役のオーディションに誘われ参加したことからコンドルのジョー役で起用された。
初めて声優としてアフレコしたアニメは『ガッチャマン』だが、初めて出演したアニメは『マイティ・マウス』という外国アニメの吹き替えで、ミュージカル調のため全編が歌だった。当時は権利元からのカラオケ音源提供など無く、小林亜星が採譜し、小林自身が指揮を行いバンドが演奏する中ささきが歌うという収録方法をとっていた。
声優業への葛藤は一切なく、アニメのアフレコについても、普通の人間の役では出ないような台詞に面白さを感じたという。またアニメの声優として初仕事だった『ガッチャマン』の現場は、吹き替えとアニメの双方で仕事をするベテランの役者が多く、当時の反抗的な自身の性格も役にマッチして、安心して仕事に臨めたと述懐している。
主題歌を歌唱していた『ヤマト』では斉藤始役で出演したが、巨漢の役だったため、当時は二枚目役ばかりだったこともあり当初は自分の役では無いと思ったという。また、西崎プロデューサーの意向で『宇宙戦艦ヤマト 完結編』において島大介役をオリジナル声優の仲村秀生と連名で担当。仲村の休業後にもゲームで担当した事がある。宮川彬良との対談で、仮にリメイク版のオファーが来たら艦長役を演じたいものの、『大YAMATO零号』でオズマ艦長役を担当していた事もあって難しい旨を示唆していたが、のちに『宇宙戦艦ヤマト2202 愛の戦士たち』に安田艦長役で出演することとなった。
洋画の吹き替えでは、シルヴェスター・スタローン、エルヴィス・プレスリー、クリストファー・リーヴなどを演じている。
スタローンの吹き替えは当初テレビ放送版が中心であったが、映像ソフト版で彼の吹き替えを担当していた玄田哲章がアーノルド・シュワルツェネッガーの公式フィックスとなったのを境に、媒体を問わずにほぼ専属で担当するようになった。ささきはスタローンの吹き替えについて「声は作らないと（スタローンの声は）できない」「特徴を出すのが難しい」と語っており、映画『ロッキー』シリーズで吹き替えを務めた当初は、酒を飲んで3日ほど騒いで独特の声を作っていたという逸話がある。また、スタローンを吹き替えることについて「ハッキリ話さないと伝わらない時もあれば、あまりメリハリや滑舌をハッキリさせるとスタローンじゃなくなってしまう」とも語り、「その辺の兼ね合いがディレクターは大変だと思います」と日本語版制作スタッフを労うコメントを残している。
海外ドラマ『ナイトライダー』では主人公マイケル・ナイト（デビッド・ハッセルホフ）の吹き替えを担当しており、以後続編である『ナイトライダーNEXT』でゲスト出演した際の吹き替えも担当している。2014年11月27日にリリースされた『ナイトライダー コンプリートブルーレイBOX』では未収録エピソード及び本編でカットされていたシーンに新たに追加吹き替えを行っており、ささきは「私個人にとっても代表作といえる作品なので、完全版ができるというのはとても嬉しいことです」と述べている。
ハッセルホフとスタローンの共演作である『ガーディアンズ・オブ・ギャラクシー:リミックス』の日本語吹き替え版では、両者の吹き替えを一人二役で担当している。
海外旅行時、アムステルダム空港でハッセルホフと偶然会ったことがある。

### その他
デビューから暫くは、基礎訓練や勉強なしに仕事をこなしていたが、「（自身の）ルックスがちょっと日本人離れしてたり、脚が少し長かったり、表面的なとこから運を掴んでいったんですけど、メッキが剥げるのは結構早かったですよ」と述懐して、売れない時期は実家から借金をして、小遣いは持たず、生活費は全て前妻の預かりだったという。また釣り好きの趣味を活かし、『宇宙戦艦ヤマト』がヒットする前年まで、自宅近くの夜の釣り場で鯖を釣っては、自給の足しにしていた。

## 受賞歴
- 第5回声優アワード・功労賞（2011年）
- 東京アニメアワード2015・アニメ功労賞〈歌手〉（2015年）[46]

## 出演（顔出し）

### 映画
- 傷だらけの掟（1960年、日活） - 歌手
- ろくでなし（1960年、松竹） - 歌手
- 太陽の墓場（1960年、松竹） - 武
- 太陽が目にしみる（1960年、松竹）
- 真昼の罠（1960年、松竹）
- 斑女（1961年、松竹）
- 花扉（1961年、松竹）
- 母と娘（1961年、松竹）
- 学生重役（1961年、松竹）
- ご機嫌はりきり娘（1961年、松竹）
- 喜劇 団地親分（1962年、松竹）
- その結婚異議あり（1963年、大映）
- 乾いた花（1964年、松竹） - 次郎
- 牝（1964年、東映）
- 涙にさよならを（1965年、松竹）
- 侠勇の花道 ドス（1966年、松竹） - 幹太
- 夜の歌謡シリーズ 伊勢佐木町ブルース（1968年、東映） - 小滝
- 残酷おんな私刑（1969年、日活）
- 大幹部 殴り込み（1969年、日活）
- 無常（1970年、ATG） - 森康弘
- 夜の歌謡シリーズ なみだ恋（1973年、東映） - ジョージ若松
- TARO! TOKYO魔界大戦（1991年、ニュー・センチュリー・プロデューサーズ） - 高松
- 仮面ライダーZO（1993年、東映） - 望月博士
- オーズ・電王・オールライダー レッツゴー仮面ライダー（2011年、東映） - ショッカー科学者（2011年のナオキ）

### テレビドラマ
- この先カーブあり（1962年、NTV）[注 5]
- 煙の王様（1962年、TBS） - 百々山一彦
- 夫婦百景 第246話「女系夫婦」（1963年、NTV）
- 判決（NET）
  - 第22話「真実の価値」（1963年）
  - 第53話「埋もれた暦」（1963年）
  - 第100話「夜明けの歌」（1964年）
  - 第112話「パ・ド・ドゥ」（1965年）
  - 第144話「花嫁衣裳」（1965年）
  - 第198話「この道だけは」（1966年）
- 鉄道公安36号（東映 / NET）
  - 第8話「孤独な非行」（1963年）
  - 第34話「投石魔」（1964年）
  - 第49話「栄光の転落」（1964年）
  - 第67話「ハコ師の娘」（1964年）
  - 第90話「黒の紳士録」（1965年）
  - 第103話「虚しき母情」（1965年）
  - 第117話「オホーツクの慕情」（1965年）
  - 第153話「汽笛よ高鳴れ」（1966年）
- いまに見ておれ 第1話（1964年、NAC / TBS）
- ライオン奥様劇場 おやじ操縦法 第20話（1964年、国際放映 / CX）
- 七人の刑事（TBS）
  - 第162話「葉子の証言」（1965年）
  - 第312話「さらばラバウル」（1967年）
- ナショナル劇場 光る海（1965年、TBS）
- 日産スター劇場 舞いこんだ十九才（1965年、NTV）
- おかあさん 第2シリーズ（TBS）
  - 第295話「雨」（1965年）
  - 第323話「歳月」（1966年）
  - 第331話「春の淡雪」（1966年）
  - 第347話「都彫り」（1966年）
  - 第364話「野菊薫りて」（1966年）
- 風と樹と空と（NTV） - 安川三郎
  - 風と樹と空と（1965年10月 - 1966年1月）
  - 続・風と樹と空と（1967年7月 - 10月）
- 特別機動捜査隊（東映 / NET）
  - 第227話「若い断層」（1966年）
  - 第260話「秋風の詩」（1966年）
  - 第276話「冷たい草原」（1967年）
  - 第283話「嫉妬」（1967年）
  - 第515話「私は許せない」（1971年） - 秋山
  - 第536話「可愛い脱走」（1972年） - 石黒
  - 第564話「男がつぶやく子守唄」 (1972年) - 寺内
  - 第631話「大爆発」 (1973年) - 山田
- ザ・ガードマン（大映テレビ室 / TBS）
  - 第48話「結婚の秘密」（1966年） - 小谷和夫
  - 第66話「沖縄へ直行せよ」（1966年）
  - 第258話「歌手は整形美容で殺される」（1970年）
  - 第299話「怪談・幽霊たちのクリスマス」（1970年） - 横山
- 銭形平次（東映 / CX） 
  - 第66話「闇に笑う男」（1967年） - 喜十
  - 第235話「河内念仏」（1970年） -  丹治郎
  - 第334話「女房の証言」（1972年） - 猪助
- とし子さん（1966年、国際放映 / TBS） - 三上
  - 第1話「たよりになります」
  - 第5話「愛情三千円分」
  - 第7話「むかしのひと」
  - 第11話「さまよう仔羊」
- 鳴門秘帖 第11話（1966年、日本映画新社 / MBS）
- 記念樹 第40話「報恩記」（1967年、松竹 / TBS）
- ナショナルゴールデン劇場 いまに陽が昇る（1967年、NET）
- 水曜劇場 ああ! 夫婦 第2部 第31話「産めよふやせよ」（1967年、TBS）
- ただいま見習い中 第32話「なせばなる」（1967年、CX）
- 泣いてたまるか 第47話「先生故郷へかえる」（1967年、国際放映 / TBS）
- あゝ同期の桜 第15話「怒りの翼」（1967年、東映 / NET）
- 純愛シリーズ 北上川哀歌（1967年、大映 / NTV）
- まじめに行こうぜ 第16話「あゝ巨匠」（1967年、NET）
- いつでも君は（1967年、東京映画 / MBS）
- 秘密指令883 第7話「地獄へ突走れ」（1967年、大映テレビ室 / CX）
- 風（松竹 / TBS）
  - 第11話「裏切りの谷」（1967年）
  - 第36話「悲願兄弟鏡」（1968年）
- 三匹の侍（CX）
  - 第5シリーズ 第16話「大当り百番富」（1968年） - 勘次
  - 第6シリーズ 第14話「俺は抜かない」（1969年） - 伊三吉
- 愛妻くんこんばんは 第18話「結婚は二度しよう」（1968年、日活 / TBS）
- 伝七捕物帳 第15話「呪いの玉」（1968年、ABC）
- 母の暦（1968年、大映 / NTV）
- 37階の男 第4話「女のなかの殺意」（1968年、東宝 / NTV）
- 牢獄の花嫁（1968年、松竹 / TBS） - 塙郁次郎
- 怪奇大作戦 第14話「オヤスミナサイ」（1968年、円谷プロ / TBS） - 志田竜夫・志田次郎（二役）
- 旅がらすくれないお仙 第18話「でも! 好きなのよ」（1969年、東映 / NET）
- 妖術武芸帳（1969年、東映 / TBS） - 鬼堂誠之介（主演）
- 緋剣流れ星お蘭（東映 / NET）
  - 第12話「これから本番よ!」（1969年）
  - 第22話「悪党で一杯よ!」（1970年）
- 天を斬る 第6話「桐の梢に」（1969年、東映 / NET） - 望月小平次
- プレイガール 第37話「裸の女王蜂」（1969年、東映 / 12ch）
- テキは幾万ありとても 第3話（1970年、MBS）
- 火曜日の女シリーズ 雨の日の罠（1970年、日活 / NTV）
- コント55号60分一本勝負 第10話「ハレンチ大学園」（1970年、NET）
- キイハンター（東映 / TBS）
  - 第126話「走れ! 金塊ヨット真夏の海を」（1970年）
  - 第152話「おー新婚! ハレンチ追跡旅行」（1971年） - ジョー・キッド
  - 第163話「南の海を渡る殺人部隊」（1971年） ｰ 楊
  - 第166話「ヨーイ・ドン! 赤頭巾で殺人ごっこ」（1971年）
  - 第181話「死体が私を殺しに来た!」（1971年）
  - 第191話「死刑台三歩前　私を抱いて！」（1971年）
  - 第216話「ギャーッ! 女だけを殺す病院」（1972年）
  - 第226話「夏の陽の追跡! 逃亡のハネムーン」（1972年） - 菅村
  - 第229話「SOSよろめき宝石泥棒」（1972年） - 本城道麻呂
  - 第256話「喜劇 ギャングの教科書」（1973年）
- 鬼平犯科帳 第1シリーズ 第50話「かまいたち」（1970年、NET / 東宝） - 勘太郎
- 旗本退屈男 第3話「亥の刻ご用心」（1970年、東宝 / CX） - 鳥山佐十郎
- 江戸川乱歩シリーズ 明智小五郎 第25話「白昼夢 殺人金魚」（1970年、東映 / 12ch）
- 千葉周作 剣道まっしぐら 第13話「泣くな！ 周作」（1971年、TBS） - 大久保玄蕃
- 大河ドラマ（NHK総合）
  - 春の坂道（1971年） - 松平忠直
  - 八代将軍吉宗（1995年） - 神尾春央
  - 徳川慶喜（1998年） - 脇坂中務大輔安宅
  - 葵 徳川三代（2000年） - 細川忠興
  - 新選組!（2004年） - 内山彦次郎
  - 天地人（2009年） - 大道寺政繁
- 遠山の金さん捕物帳（東映 / NET）
  - 第27話「狼が狙った女」（1971年） - 銀次
  - 第51話「白州で抱かれた女」（1971年） - 和吉
  - 第68話「泥棒志願の男」（1971年） - 秀太郎
- 人形佐七捕物帳 第6話「雷の宿」（1971年、東宝 / NET） - 宗七
- 怪奇十三夜 第11話「怪談釘を打つ女」（1971年、ユニオン映画 / NTV） - 与三郎
- 好き! すき!! 魔女先生 第13話「アンドロメダの恋人たち」（1971年、東映 / ABC） - ひかる源氏[47]
- シルバー仮面 第6話「さすらいびとの荒野」（1972年、宣弘社 / TBS） - 南条隼人
- 刑事くん（東映 / TBS）
  - 第1部 第27話「遠い空 遠い海」（1972年）
  - 第3部 第18話「片隅のふたり」（1975年）
- 清水次郎長（東映 / CX） - 神戸の長吉
  - 第50話「ほら吹き三度笠」（1972年）
  - 第51話「血煙り荒神山」（1972年）
- 大江戸捜査網 第2シリーズ（日活 / 12ch）
  - 第9話「帰って来た狼」（1972年） - 宇之吉
  - 第36話「小指に賭けためおと傘」（1972年） - 小指の新吉
- 仮面ライダー 第81話「仮面ライダーは二度死ぬ!」（1972年、東映 / MBS） - 峰信太郎
- 地獄の辰捕物控 第7話「無縁佛が旅に出た」（1972年、東映 / NET） - 清吉
- 土曜劇場 春ですもの（1973年、CX）
- 恐怖劇場アンバランス 第13話「蜘蛛の女」（1973年、円谷プロ / CX） - 森辰也
- 必殺シリーズ（松竹 / ABC）
  - 必殺仕置人 第6話「塀に書かれた恨み文字」（1973年） - 斎藤市蔵
  - 必殺からくり人 第4話「息子には花婿をどうぞ」」（1976年） - 安斉利正
- 追跡 第2話「天使の賭」（1973年、C.A.L / KTV）
- 水戸黄門（C.A.L / TBS）
  - 第4部 第26話「黄金の誘惑 -白石-」（1973年7月16日） - 早坂平馬
  - 第7部 第20話「暴れ姫君 -会津-」（1976年10月4日） - 近藤右馬之介
- アイフル大作戦（東映 / TBS） 
  - 第19話「東京-網走 同棲時代コンテスト」(1973年）
  - 第49話「真夜中のアリバイ! 個人授業」（1974年） - 木沢亮二
- 赤ひげ 第49話「一年」（1973年、NHK総合）
- 肝っ玉捕物帳 第2話「祭ばやしに人魂とんだ!」（1973年、CX）
- てんつくてん（1973年 - 1974年、NTV） - 佐山
- 旗本退屈男 第6話「幽霊さがし」（1973年、東映 / NET） - 源七
- 非情のライセンス（東映 / NET）
  - 第1シリーズ 第32話「兇悪の指」（1973年） - 佐々幸治
  - 第2シリーズ 第40話「兇悪の棺桶」（1975年） - 来宮伸一
- 五つの恋 第2話（1973年、TBS）
- 大久保彦左衛門 第8話「相討ち白装束」（1973年、KTV） - 井上新八郎
- 女・その愛のシリーズ 浪華悲歌（1974年、東映 / NET）
- わが子は他人（1974年、木下惠介プロ / TBS） - 医師
- あやとり（1974年、NTV）
  - 第10話「お人好しだよ姉さんは」
  - 第11話「胸をたたいてみたものの」
- バーディー大作戦（東映 / TBS）
  - 第3話「ギャング対Gメン 盗聴作戦」（1974年）
  - 第25話「結婚サギ師の華麗な冒険」（1974年）
  - 第51話「午前零時13分の完全犯罪」（1975年） - 宮尾
- 右門捕物帖 第19話「自白」（1974年、東映 / NET）
- 俺たちの勲章 第6話「撃て! アラシ」（1975年、東宝 / NTV） - 北川ヒロシ
- 新・座頭市 第1シリーズ 第4話「月の出の用心棒」（1976年、勝プロ / CX） - 沢田
- 大都会 PARTII（石原プロ / NTV）
  - 第21話「非常線突破」（1977年）
  - 第41話「野良犬の恋歌」（1978年）
  - 第52話「追跡180キロ」（1978年）
- Gメン'75（1978年、東映 / TBS） - 田口文男
  - 第145話「北極回りSK980便」
  - 第146話「マドリッド闘牛場の殺し」
  - 第147話「パリ行スペイン特急」
  - 第148話「ヨーロッパ特急大爆破」
- 孤独の賭け（1978年、東映 / 12ch） - サムエル・ミヤタ
- 黒岩重吾シリーズ 女の熱帯（1980年、テレパック / MBS）
- 生徒諸君!（1980年、東映 / ANB） - 北城誠士[注 6]
- ときめき十字星（1980年 - 1981年、国際放映 / 12ch） - 若宮
- 火曜サスペンス劇場（NTV）
  - 誰かが殺意を（1981年、にっかつ）
  - 指名手配 1（1998年、オセロット)
  - 身辺警護 6（2000年11月、千里） - 小関医師
- 太陽にほえろ! 第544話「屈辱」（1983年、東宝 / NTV） - 坂田
- 巨獣特捜ジャスピオン（1985年 - 1986年、東映 / ANB） - 南原健一郎
- 土曜ワイド劇場
  - 森村誠一の異常の太陽（1986年、国際放映 / ANB） - 担任の先生
  - おばはん刑事!流石姫子ファイナル（2006年、テレパック / EX） - 本山
- 文化の日特別番組 天平の王道〜真備と清麻呂（1986年、コスモ・スペース / OHK）
- 連続テレビ小説（NHK総合）
  - あぐり（1997年） - 津島先生
  - まんてん（2002年） - 村松試験官
  - どんど晴れ（2007年） - 吉沢正人
- 水曜シリーズドラマ 夜会の果て（1997年、NHK） - 榎本武揚
- 鶴亀ワルツ 第2話「カラオケの女王」（1998年、NHK-BS2）
- 水曜ドラマの花束 緋が走る〜陶芸青春記〜（1999年、NHK総合） - 鬼頭三郎
  - 第4回「おいしいビヤジョッキ」
  - 第5回「夏みかん器対決」
- 古畑任三郎 3rd season 第37・38話「最も危険なゲーム（前編・後編）」（1999年、共同テレビ / CX） - 武藤田
- 和田アキ子 特別企画ドラマ ザ・介護番長（2005年、ホリプロ / TBS）
- 月曜ゴールデン 財務捜査官 雨宮瑠璃子4（2008年2月、ファイン / TBS） - 越川征太郎
- そこをなんとか 第7話「愛がすべてさ！」（2012年12月、BS-P） - 片桐龍之介

### 舞台
- そして誰もいなくなった（1963年、読売ホール）[注 7]
- 雪婦人絵図（1964年、梅田コマ劇場）
- 女優の愛と死（1967年、紀伊国屋ホール） - 中山晋平
- おかしなカップル（1968年、紀伊国屋ホール） - スピード
- 女優の愛と死（1968年、国立小劇場）[注 8] - 中山晋平
- サウンド・オブ・ミュージック（1968年、梅田コマ劇場） - ロルフ
- マリー・アントワネット（1969年、朝日生命ホール） - ハンス・アレクセル・フォン・フェルゼン
- 金瓶梅（1970年、御園座）
- ロミオとジュリエット（1971年、梅田コマ劇場）
- イルマ・ラ・ドゥース（1973年、紀伊国屋ホール）
- パノラマ島奇譚（1974年、帝国劇場）
- 旅情（1974年、三越劇場）
- ロミオとジュリエット（1974年、日生劇場）[注 9] - パリス
- 山彦ものがたり（1975年、紀伊国屋ホール）
- 真夏の夜の夢（1975年、帝国劇場） - ディミートリアス
- イルマ・ラ・ドゥース（1980年、銀座博品館劇場）
- あしながおじさん（1983年、三越ロイヤルシアター） - ジャービス・ペンドルトン（あしながおじさん）
- ハネムーン・スウィート（1984年、三越ロイヤルシアター）
- 白姫伝説（1987年、日本青年館ほか全国巡演）[注 10] - ウグイス
- ザ・ファンタスティックス（1987年、紀伊国屋ホールほか） - エルガヨ
- ぼくのシンデレラ（1990年、青山劇場） - 藤村象山
- 浅草バーボンストリート（1990年、浅草常盤座）
- バスストップ（1990年、銀座博品館劇場） - 教授
- 口から耳へ、耳から口へ（1990年、銀座セゾン劇場） - グレン・クーパー
- ポタージュ・ナイト（1991年、スペース・ゼロほか） - 秋田健
- アンの青春（1992年、東京芸術劇場ほか） - ステファン・アーヴィング
- シンデレラ（1995年 - 1997年、新宿コマ劇場） - 王様
- 女たちの宴（2001年2月、日本橋三越劇場） - 部長・吉川公夫

### オリジナルビデオ
- スターヴァージン（1988年、ポニーキャニオン） - アラシヤマ
- 小倉城ものがたり（2019年3月上映開始）[注 11] - 細川忠興[48]

### 音楽番組
- 7時にあいまショー（1962年 - 1963年、TBS） - レギュラー
- KBC新人歌謡音楽祭（1980年 - 1986年、KBC） - 司会
- 新人登竜門 ビッグコンテスト（1988年、KBC） - 司会
- '80アニメーション ザ・ベストテン（1980年、東映）[注 12]
- 夜のヒットスタジオ（1985年、1988年、1989年、フジテレビ）
- NHK歌謡コンサート（NHK総合）
- NHKのど自慢（NHK総合・ラジオ第1・FM[49]）
- ときめき夢サウンド（NHK総合）
- 快進撃TVうたえモン（1999年、フジテレビ）
- BS青春のポップス（2004年5月 - 2005年3月、NHK-BS2・BShi） - レギュラー
- BS永遠の音楽大全集（NHK-BS2・BShi）
  - アニメ主題歌大全集（2005年 - 2009年）
  - 青春のポピュラーソング大全集（2005年）
- 思い出のメロディー（NHK総合・ラジオ第1）
- 歌謡チャリティーコンサート（NHK総合）
- BS日本のうた（NHK-BSP）
- 新・BS日本のうた（NHK-BSP）
- 昭和歌謡ベストテン（BS-TBS）
- 昭和歌謡ベストテン DX（BS-TBS）
- うたコン（NHK総合）

### 情報・バラエティ
- ウィークエンドnow（1978年 - 1979年、TBS） - 司会
- ペア対抗クイズ合戦（1979年、TBS） - 司会
- 三枝のホントにホント（1981年、東京12ch） - ホントさん
- タケちゃんの思わず笑ってしまいましたPart4（1984年、フジテレビ） - すしマージャンのコーナー
- 午後は○○おもいッきりテレビ（日本テレビ） - コメンテーター
- ためしてガッテン（2000年、NHK総合） - 回答者
- Oh!それ見ぃーよ（2005年7月 - 2007年3月、テレビ朝日）[注 13] - 司会
- オールスター家族対抗歌合戦[注 14]（2018年9月15日・2019年1月4日・8月10日、BSフジ） - 審査員長

### CM
- ビートガム（明治製菓、1962年頃）
- マイビデオシリーズ（シャープ）
  - マイビデオ V3（1979年）
  - マイビデオ V7（1980年）
- 関電工が足りない(エネルギー)篇（関電工、2002年 - 2003年） - 横田公三
- 緑効青汁（アサヒ緑健、2016年 - ）

## 出演（声優）

### テレビアニメ
- 科学忍者隊ガッチャマン（1972年） - コンドルのジョー[50]
- ルパン三世 (TV第2シリーズ) 第10話「ファイルM123を盗め」（1977年） - マルセル
- 宇宙戦艦ヤマト2（1978年 - 1979年） - 斉藤始[注 6][51]
- 科学忍者隊ガッチャマンII（1978年） - コンドルのジョー[注 6][52]
- 科学忍者隊ガッチャマンF（1979年） - コンドルのジョー[注 6][53]
- コラルの探検（1979年） - クロー[注 6]
- サンタのいないクリスマス（1981年）
- 太陽の子エステバン[54]（1982年） - メンドーサ[55]
- 愛してナイト（1983年） - 加藤剛[56]
- 三国志II 天翔ける英雄たち（1986年） - 趙雲子龍[57]
- ジャングル大帝（第3作）（1989年） - パンジャ
  - 第一章「誕生」
  - 第三十七章「父親」
- 銀河鉄道物語（2003年） - ファーレン・フォート・ドレイク大統領[注 15]
  - 第13話「運命列車」
  - 第14話「絆」
- アガサ・クリスティーの名探偵ポワロとマープル 第14話「金塊事件」（2004年） - ニューマン
- 賢者の弟子を名乗る賢者（2022年） - ダンブルフ[58]
- HIGHSPEED Étoile（2024年）[59][60] - 九頭竜豪志

### 劇場アニメ
- 宇宙円盤大戦争（1975年） - デューク・フリード / 宇門大介[注 6]
- 科学忍者隊ガッチャマン（1978年） - コンドルのジョー
- さらば宇宙戦艦ヤマト 愛の戦士たち（1978年） - 斉藤始[注 6][61]
- 宇宙戦艦ヤマト 完結編（1983年） - 島大介[注 6][注 16][62]
- プリンセス・プリンシパル Crown Handler 第4章（2025年） - ターナー[63]

### OVA
- 銀河英雄伝説外伝 千億の星、千億の光（1998年） - エーリッヒ・フォン・ハルテンベルク伯爵
- 大YAMATO零号（2004年） - オズマ艦長
- 宇宙戦艦ヤマト2202 愛の戦士たち（2018年） - 安田俊太郎[64]

### ゲーム
- 宇宙戦艦ヤマト 遥かなる星イスカンダル（1999年、PlayStation） - 島大介[注 6]
- さらば宇宙戦艦ヤマト 愛の戦士たち（2000年、PlayStation） - 斎藤始[注 6][注 17]
- タツノコファイト（2000年、PlayStation） - コンドルのジョー、アナウンス
- 半熟英雄対3D（2003年） - エッグマン
- 半熟英雄4 〜7人の半熟英雄〜（2005年） - エッグマン、ささきいさお（本人役）
- TATSUNOKO VS. CAPCOM ULTIMATE ALL-STARS（2008年） - コンドルのジョー
- コール オブ デューティシリーズ（2021年） - ランボー[65]
  - コール オブ デューティ ブラックオプス コールドウォー（5月20日 - 6月19日）[66]
  - コール オブ デューティ ウォーゾーン（5月20日 - 6月19日）[66]
  - コール オブ デューティ モバイル（5月21日 - ）[66]

### 吹き替え

#### 担当俳優
エルヴィス・プレスリー
- G.I.ブルース - タルサ・マクリーン
- ハレム万才 - ジョニー・ティロンエ
- ハワイアン・パラダイス - リック・リチャーズ
- ブルー・ハワイ（テレビ朝日、LD） - チャド・ゲーツ
- フロリダ万才 - ラスティー・ウェルス
- 燃える平原児（NETテレビ、フジテレビ） - ペイサー・バートン

クリストファー・リーヴ
- ある日どこかで（BSテレ東） - リチャード・コリアー
- スーパーマンシリーズ - スーパーマン / クラーク・ケント
  - スーパーマン（テレビ朝日旧録＝WOWOWでノーカット追加収録）
  - スーパーマンII 冒険編（テレビ朝日旧録＝WOWOWでノーカット追加収録、TBS）
  - スーパーマンIII 電子の要塞（テレビ朝日＝WOWOWでノーカット追加収録）
  - スーパーマンIV 最強の敵（テレビ東京＝WOWOWでノーカット追加収録）

- 大脱走2 脱出編・復讐編（テレビ朝日） - ドッジ少佐
- フェアリーテール・シアター シーズン2 エピソード3「眠れる森の美女」（ビデオ） - 王子
- 光る眼（テレビ朝日） - アラン・チェフィー医師

ジェフ・ブリッジス
- サンダーボルト（TBS） - ライトフット
- シャレード'79 - ジェリー・グリーン
- モーニングアフター（テレビ東京） - ターナー

シルヴェスター・スタローン
- 暗殺者（テレビ朝日） - ロバート・ラス
- エクスペンダブルズシリーズ - バーニー・ロス
  - エクスペンダブルズ（DVD BD）
  - エクスペンダブルズ2（劇場公開版＝DVD BD）
  - エクスペンダブルズ3 ワールドミッション（DVD BD）
  - エクスペンダブルズ ニューブラッド（劇場公開版）

- ガーディアンズ・オブ・ギャラクシーシリーズ - スタカー・オゴルド
  - ガーディアンズ・オブ・ギャラクシー:リミックス（劇場公開版）
  - ガーディアンズ・オブ・ギャラクシー:VOLUME 3（劇場公開版）

- クリフハンガー（BSジャパン） - ゲイブ・ウォーカー
- コブラ（テレビ朝日＝日本語吹替音声追加収録版ブルーレイに収録） - マリオン・“コブラ”・コブレッティ警部補
- シェイド（DVD） - ディーン・スティーヴンス
- 勝利への脱出（フジテレビ） - ロベルト・ハッチ
- スペシャリスト（テレビ朝日） - レイ・クイック
- 大脱出シリーズ - レイ・ブレスリン
  - 大脱出（DVD BD）
  - 大脱出2（DVD BD）
  - 大脱出3（DVD BD）

- TAXi3（フジテレビ） - 乗客
- タルサ・キング（Paramount+） - ドワイト・“ザ・ジェネラル”・マンフレディ
- 追撃者（テレビ東京） - ジャック・カーター
- D-TOX（テレビ東京） - ジェイク・マロイ
- デイライト（テレビ朝日） - キット・ラトゥーラ
- デッドフォール（テレビ朝日＝WOWOWでノーカット追加収録） - レイモンド・“レイ”・タンゴ
- デモリションマン（テレビ朝日＝日本語吹替音声追加収録版ブルーレイに収録） - ジョン・スパルタン
- ドリヴン（テレビ東京） - ジョー・タント
- ナイトホークス（テレビ朝日） - ディーク・ダシルヴァ
- バレット（DVD BD） - ジミー・ボノモ
- リベンジ・マッチ（DVD BD） - ヘンリー・“レーザー”・シャープ
- ランボーシリーズ - ジョン・ランボー
  - ランボー（テレビ朝日）
  - ランボー/怒りの脱出（テレビ朝日）
  - ランボー3/怒りのアフガン（テレビ朝日＝WOWOWでノーカット追加収録）
  - ランボー/最後の戦場（DVD BD、テレビ東京=特別編)
  - ランボー ラスト・ブラッド（劇場公開版、BSテレ東）

- ロッキーシリーズ - ロッキー・バルボア
  - ロッキー4/炎の友情（テレビ朝日）
  - ロッキー5/最後のドラマ（ビデオ）

デビッド・ハッセルホフ
- イースターラビットのキャンディ工場 - 本人役
- ガーディアンズ・オブ・ギャラクシー:リミックス（劇場公開版） - 本人役
- ナイトライダーシリーズ - マイケル・ナイト
  - ナイトライダー（テレビ朝日＝BDにカット部分と未放送話を追加収録）
  - ナイトライダーNEXT（フジテレビ）

#### 映画
- 赤ちゃんに乾杯!（フジテレビ） - ピエール（ローラン・ジロー）
- アメリカン・グラフィティ（フジテレビ） - ジョン・ミルナー（ポール・ル・マット）
- 宇宙空母ギャラクチカシリーズ - アポロ大尉（リチャード・ハッチ）
  - 宇宙空母ギャラクチカ（日本テレビ、パイロット映画版）
  - 宇宙空母ギャラクチカ サイロン・アタック（日本テレビ）
- エクスタミネーター2（テレビ朝日 = HDリマスター版BDに収録） - ジョン・イーストランド（ロバート・ギンティ）
- F/Xシリーズ - ロリー・タイラー（ブライアン・ブラウン）
  - F/X 引き裂かれたトリック（テレビ朝日）
  - F/X2 イリュージョンの逆転（ビデオ）
- エルダー兄弟（フジテレビ） - マット・エルダー（アール・ホリマン）
- OK牧場の決斗（東京12ch） - チャーリー・バセット（アール・ホリマン）
- 踊る大紐育（日本テレビ） - オジー（ジュールス・マンシン）
- キラー・コップ 悪魔の熱線殺人（テレビ朝日） - ロン（エリック・エストラーダ）
- 9.11アメリカ同時多発テロ 最後の真実（テレビ朝日） - ジョン・P・オニール（ハーヴェイ・カイテル）
- 殺したいほどアイ・ラブ・ユー（ビデオ） - ジョーイ・ボーカ（ケヴィン・クライン）
- シェーン（テレビ東京） - シェーン（アラン・ラッド）
- ジャンクマン（日本テレビ） - ハーラン・B・ホリス（H・B・ハリッキー）
- 少林寺（日本テレビ） - 李世民（王光權）
- 処刑教室（フジテレビ） - アンディ・ノリス（ペリー・キング）
- シンドバッド黄金の航海（テレビ朝日） - シンドバッド（ジョン・フィリップ・ロー）
- スーパーマン (2025年の映画) - ジョナサン・ケント（プルイット・テイラー・ヴィンス）[83]
- 素晴らしきヒコーキ野郎（NHK） - オービル・ニュートン（スチュアート・ホイットマン）
- セイント対シシリアンマフィア - サイモン・テンプラー（ロジャー・ムーア）
- ダーティハンター（テレビ朝日） - グレッグ（ジョン・フィリップ・ロー）
- 大空港（日本テレビ新録） - ヴァーノン・デマレスト（ディーン・マーティン）
- 大統領を作る男たち（NHK） - スティーブ・トーマス（J・ケネス・キャンベル）
- ダンディ2 華麗な冒険（NET） - ブレッド・シンクレア（ロジャー・ムーア）
- チキ・チキ・バン・バン（ソフト） - カラクタカス・ポッツ（ディック・ヴァン・ダイク）[84]
- パニック・イン・スタジアム（テレビ朝日） - ピーター・ホリー（チャールトン・ヘストン）
- プラトーン（テレビ朝日） - ボブ・バーンズ2等軍曹（トム・ベレンジャー）
- 辺境の谷（NHK） - クラレンス・ブリッジマン（ティム・マシスン）
- ベン・ハー（日本テレビ旧録） - メッサーラ（スティーヴン・ボイド）
- メリー・ポピンズ（フジテレビ） - バート（ディック・ヴァン・ダイク）
- 勇気ある追跡（テレビ朝日） - ラ・ボーフ （グレン・キャンベル）
- レーチェル レーチェル（TBS） - ニック（ジェームズ・オルソン）
- 若き獅子たち（フジテレビ） - ノア・アッカーマン（モンゴメリー・クリフト）

#### ドラマ
- アメリカン・ヒーロー - フィリップ（トム・ハリック）
- 紅い旋風ワンダーウーマン（フジテレビ） - スティーブ・トレバーJr.（ライル・ワゴナー）
- アルプスのスキーボーイ（NHK総合） - ジャン（ロバート・コルビー）
- 宇宙空母ギャラクチカ（日本テレビ、TVシリーズ版） - アポロ大尉（リチャード・ハッチ）
- エンデバー号の冒険（NHK総合） - スティーブ・ガボ（ハロルド・ホプキンズ）
- おしどり探偵 - トーマス・ベレズフォード（ジェイムズ・ワーウィック）
- 刑事コロンボ 第30話「ビデオテープの証言」（NHK総合） - アーサー（ロバート・ブラウン）
- 孤島の秘密（NHK総合） - クリスチャン（ピーター・サムナー）
- シャーロック・ホームズの冒険 第30話「ショスコム荘」（NHK総合） - サー・ロバート（ロビン・エリス）
- スカイパトロール チョッパー・ワン（NHK） - ドン・バーディック巡査（ジム・マクマラン）
- ダラス（テレビ朝日） - ボビー・ユーイング（パトリック・ダフィー）
- 探偵ストレンジ（NHK総合） - ハム・ギント（カズ・ギャラス）
- ナイトライダー シーズン1 第1話（テレビ朝日） - マイケル・アーサー・ロング（ラリー・アンダーソン）[注 22]
- 美女と野獣（NHK-BS2） - ビンセント（ロン・パールマン）
- ミス・ケイトの冒険 第4話「星空のレクイエム」（NHK総合） - ミッチェル（アンドリュー・ロビンソン）

#### アニメ
- マイティ・マウス（1960年代） - マイティ・マウス[40][16]
- まんが宇宙大作戦（1977年） - ジェームズ・T・カーク、OPナレーション
- ぞうのババール（1991年） - 王様（ババール）
- バルト（1996年） - スティール
- 最強武将伝 三国演義（2010年） - 呂布

### 特撮
- ジャンボーグA（1973年、円谷プロ / MBS） - エメラルド星人カインの声
- スーパー戦隊シリーズ（東映）
  - 特捜戦隊デカレンジャー THE MOVIE フルブラスト・アクション（2004年） - マイケル・マイクソンの声 ※特別出演
  - 海賊戦隊ゴーカイジャー THE MOVIE 空飛ぶ幽霊船（2011年） - ガツンの声
  - 特捜戦隊デカレンジャー 10 YEARS AFTER（2015年） - マイケル・マイクソンの声[85]
  - セイバー+ゼンカイジャー スーパーヒーロー戦記（2021年） - 戦隊メギドの声[86]

### ラジオ
- セイ!ヤング（1977年10月 - 12月、文化放送）[注 23] - 水曜日パーソナリティ
- ペパーミントストリート 青春大通り（1978年4月 - 1980年3月、文化放送） - 水曜日パーソナリティ
- 土曜サロン（1995年4月 - 1997年3月、NHKラジオ第1） - パーソナリティ
- ラジオ深夜便（2009年4月 - 2012年2月、NHKラジオ第1・FM） - 不定期コーナーレギュラー

### ラジオドラマ
- スペースファンタジー エメラルダス（1977年、文化放送）[注 24] - 男
- 連続ラジオ小説 火の鳥 鳳凰編（1978年、NHKラジオ第1） - 茜丸
- ウルトラQ倶楽部（2003年、TBSラジオ） - 金城哲夫
- 青春アドベンチャー ウォーターマン（2006年、NHK-FM）[87]

### パチンコ・パチスロ
- パチンコ CRフィーバー大ヤマトシリーズ（三共） - オズマ・ソウジ
  - CRフィーバー大ヤマト（2002年）
  - CRフィーバー大ヤマト2（2004年）
- パチスロ ナイトライダー（2008年、銀座） - マイケル・ナイト

### CM
- アストロン&スペクトロン（ダイワ精工、1993年頃） - ゴルゴ13の声

### ナレーション

#### テレビ番組
- たのきん全力投球!（1983年、TBS） - ドラマコーナー後期ナレーション
- THE フィッシング（1991年 - 2002年3月[88][89]、テレビ大阪）
- 名曲ベストヒット歌謡（2001年1月 - 2007年3月、テレビ東京）
- 元祖!大食い王決定戦（2005年4月 - 2017年10月、テレビ東京） - メインナレーション
- お宝!バックヤードハンター!!（2015年9月21日、NHK総合）

#### ラジオ番組
- 交響詩 エメラルダス II（1979年、文化放送）
- FMシアター シュナの旅（1987年、NHK-FM）

#### 映画
- SPACE BATTLESHIP ヤマト（2010年、東宝）

## 作品

### 一般曲
- 本命はお前だ/恋にいのちを（1960年7月）
- バッファロー大隊マーチ/狂っちゃいねえぜ（1960年8月）
- G.I.ブルース/僕の初恋（1961年2月）
- どっかでリズムが狂ってる/星だって夢を見る（1961年6月）
- 知っちゃいないさ/おれの心が痛む時（1961年7月）
- ロッカ・フラ・ベイビー/好きにならずにいられない（1962年3月）
- アカパルコのお転婆娘/カム・オン・アンド・ダンス（1962年4月）
- カッコいいじゃないか/負け惜しみの街角（1962年6月）
- 恋の急行列車/恋の涙も枯れはてて（1962年9月）
- 悲しみの町/涙のレインボー（1962年10月）
- 戦場の夜（1962年11月）※B面はザ・エコーズの「レッツ・ゴー・コンバット」
- くちびるに太陽（1963年3月）※B面は麻生京子の「恋のジェット・コースター」
- ひとりぼっちのジョニー/ロンリネス（1963年4月）
- 想いでのダイアナ/一人淋しく（1963年8月）
- 消える太陽/涙のレター（1963年10月）
- 太陽は傷だらけ/果てしなき慕情（1963年11月）
- ギターをひこうよ/ちぎれた夢（1964年4月）
- 旅路/忘れるもんか（1964年8月）
- ウェディング・ドレス（1965年1月）※B面は後藤久美子の「ママがお出かけした留守に」。本作以後1973年の「たたかえ!キャシャーン/おれは新造人間」まで新曲の発売が途絶える。
- 天国ロック/エルヴィス・フォーエバー（1977年9月、エルヴィス・プレスリーに捧げた曲。松山千春やアンジーも「天国ロック」という曲を発表しているが、それらとは異なる）
- いつか息子に -グリーングラスに捧ぐ詩-/Mr.ロンリーボーイ（1980年5月、A面は競走馬「グリーングラス」の応援歌）
- マイ・ボーイ/残照（1980年11月）
- デイドリーム/もう一度二人（1982年5月）
- 雪の慕情/別れた恋人（1997年、吉田正作曲家生活50周年記念曲）
- 雪の慕情/おまえに（2010年5月、デビュー50周年記念および吉田正13回忌につきリニューアルリリース。「おまえに」は2008年10月発売の『吉田正トリビュートアルバム 15の宝石』より）
- 死ぬほど抱きしめて（2010年7月、デビュー50周年記念シングル。「風の会話」のカップリング）[注 25]
- 悠久浪漫（2015年10月、デビュー55周年記念曲。「ミッドナイトデカレンジャー 10YEARS AFTER」のカップリング）[注 26]
- 今の向こうの今を/始まりは何度でも（2016年5月、デビュー55周年記念シングル）

### アニメソング
- たたかえ!キャシャーン（『新造人間キャシャーン』OP）
- おれは新造人間（『新造人間キャシャーン』ED）
- ゲッターロボ!（『ゲッターロボ／ゲッターロボG』OP）
- 合体!ゲッターロボ（『ゲッターロボ』ED／with コロムビアゆりかご会）
- 戦え!ポリマー（『破裏拳ポリマー』OP／with コロムビアゆりかご会）
- 転身ポリマー（『破裏拳ポリマー』ED／with コロムビアゆりかご会）
- 宇宙戦艦ヤマト（『宇宙戦艦ヤマト』シリーズOP）
- 真赤なスカーフ（『宇宙戦艦ヤマト』ED）
- われらのゲッターロボ（『ゲッターロボG』挿入歌）
- 不滅のマシンゲッターロボ（『ゲッターロボG』ED／with コロムビアゆりかご会）
- 戦え!宇宙の王者（東映配給映画『宇宙円盤大戦争』OP／with こおろぎ'73）
- もえる愛の星（東映配給映画『宇宙円盤大戦争』ED／with コーポレーション3）
- とべ!グレンダイザー（『UFOロボ グレンダイザー』OP／with コロムビアゆりかご会）
- 宇宙の王者グレンダイザー（『UFOロボ グレンダイザー』ED／with こおろぎ'73）
- 大空魔竜ガイキング（『大空魔竜ガイキング』OP／with コロムビアゆりかご会）
- 星空のガイキング（『大空魔竜ガイキング』ED）
- いざ行け！ロボット軍団（東映配給映画『グレンダイザー ゲッターロボG グレートマジンガー 決戦! 大海獣』OP／with コロムビアゆりかご会）
- 戦いの詩（東映配給映画『グレンダイザー ゲッターロボG グレートマジンガー 決戦! 大海獣』挿入歌）
- さすらいのロボット（『ジェッターマルス』挿入歌）
- すきだッダンガードA（『惑星ロボ ダンガードA』OP／with ヤング・フレッシュ）
- その名もタクマ宇宙パイロット（『惑星ロボ ダンガードA』ED）
- 超常スマッシュ!ギンガイザー（『超合体魔術ロボ ギンガイザー』OP／with 東京荒川少年少女合唱隊）
- さがしに行かないか（『超合体魔術ロボ ギンガイザー』ED／with 東京荒川少年少女合唱隊）
- 行け行け飛雄馬（『新巨人の星』OP／with こおろぎ'73）
- よみがえれ飛雄馬（『新巨人の星』ED）
- 一緒に歩こうこの道を（『科学忍者隊ガッチャマン』挿入歌。1977年発売のLP『科学忍者隊ガッチャマン』用の新曲）[注 27]
- さらば友よ（『科学忍者隊ガッチャマン』挿入歌。同上）[注 27]
- MAZINGER Z（『マジンガーZ』英語版）
- OUR MAZINGER Z（『マジンガーZ』英語版）
- Z THEME（『マジンガーZ』英語版）
- 立て!闘将ダイモス（『闘将ダイモス』OP／with コロムビアゆりかご会）
- スタージンガーの歌（『SF西遊記スタージンガー』初期OP／with こおろぎ'73）
- 宇宙の戦士スタージンガー（『SF西遊記スタージンガー』後期OP／with 神代ユースコーラス）
- テレサよ永遠に（『宇宙戦艦ヤマト2』ED）
- 銀河鉄道999（『銀河鉄道999』OP／with 杉並児童合唱団）
- 青い地球（『銀河鉄道999』ED／with 杉並児童合唱団）
- ぼくの行く道（『銀河鉄道999』挿入歌／with こおろぎ'73）
- 夢のスリーナイン号（『銀河鉄道999』挿入歌／with 杉並児童合唱団）
- 目をとじて（『銀河鉄道999』挿入歌）
- 銀河哀歌（『銀河鉄道999』挿入歌）
- ぼくのメーテル（『銀河鉄道999』挿入歌）
- われらガッチャマン（『科学忍者隊ガッチャマンII』OP／with コロムビアゆりかご会）
- 明日夢みて（『科学忍者隊ガッチャマンII』ED／with 堀江美都子）
- ぼくらのスタージンガー（『SF西遊記スタージンガーII』OP／with コロムビアゆりかご会）
- ザ☆ウルトラマン（『ザ☆ウルトラマン』OP／with コロムビアゆりかご会）
- 愛の勇者たち（『ザ☆ウルトラマン』ED／with ロサンゼルス・スタジオ・オーケストラ）
- ウルトラマン賛歌（『ザ☆ウルトラマン』挿入歌／with くにたちカンマーコール）
- スーパーマードック（『ザ☆ウルトラマン』挿入歌／with くにたちカンマーコール）
- 我ら科学警備隊（『ザ☆ウルトラマン』挿入歌／with くにたちカンマーコール）
- 怪獣レクイエム（『ザ☆ウルトラマン』挿入歌／with くにたちカンマーコール）
- 青春フィーバー（コンバット・マーチ）（『ドカベン』後期OP） - コロムビア・オールスターズ[注 28]名義
- 太陽の子（『ドカベン』後期ED） - コロムビア・オールスターズ[注 28]名義
- ヤマト!!新たなる旅立ち（『宇宙戦艦ヤマト 新たなる旅立ち』主題歌／with フィーリング・フリー）
- ガッチャマンファイター（『科学忍者隊ガッチャマンF』OP／with コロムビアゆりかご会）
- がんばれ!宇宙の戦士（『宇宙大帝ゴッドシグマ』OP／with こおろぎ'73、コロムビアゆりかご会）
- ヤマトよ永遠に（『宇宙戦艦ヤマトIII』ED）
- ヤマトより愛をこめて（『さらば宇宙戦艦ヤマト』主題歌。大野克夫作曲、沢田研二歌唱をコロムビア盤用にカバー）
- 愛よその日まで（『ヤマトよ永遠に』主題歌。布施明作曲・歌唱をコロムビア盤用にカバー）
- 正義のロボット ゲキガンガー3（『ゲキ・ガンガー3』主題歌、なおゲキガンガー3は『機動戦艦ナデシコ』の劇中作）
- 銀河鉄道は遙かなり（『銀河鉄道物語』OP）
- 銀河の煌（ひかり）（『銀河鉄道物語』ED）
- 風の会話（『最強武将伝 三国演義』OP）
- 宇宙戦艦ヤマト（『宇宙戦艦ヤマト2199』先行上映版OP／with 東京混声合唱団、Yucca）[注 29]
- 真赤なスカーフ（『宇宙戦艦ヤマト2199』先行上映版第三章ED、劇中歌）[注 29]
- 宇宙戦艦ヤマト（『宇宙戦艦ヤマト2199』TV版前期OP） - Project Yamato 2199[注 30]名義
- 宇宙戦艦ヤマト2202（『宇宙戦艦ヤマト2202』第四章 - 第七章OP）[注 31]

### 特撮ソング
- 進め!ゴレンジャー（『秘密戦隊ゴレンジャー』OP／with 堀江美都子、コロムビアゆりかご会）
- 秘密戦隊ゴレンジャー（『秘密戦隊ゴレンジャー』前期ED／with こおろぎ'73）
- 見よ!!ゴレンジャー（『秘密戦隊ゴレンジャー』後期ED／with こおろぎ'73、ウィルビーズ）
- 宇宙鉄人キョーダイン（『宇宙鉄人キョーダイン』OP／with こおろぎ'73）
- キョーダインとは俺たちだ（『宇宙鉄人キョーダイン』ED／with こおろぎ'73）
- 斗え!!超神ビビューン（『超神ビビューン』OP／with こおろぎ'73）
- われらの超神ビビューン（『超神ビビューン』ED／with こおろぎ'73）
- ジャッカー電撃隊（『ジャッカー電撃隊』OP／with こおろぎ'73）
- いつか、花は咲くだろう（『ジャッカー電撃隊』ED）
- 勇者よ銀河を渡れ（『宇宙からのメッセージ・銀河大戦』OP）
- 戦え!レッドタイガー（『UFO大戦争 戦え! レッドタイガー』OP／with コロムビアゆりかご会）
- 出撃!レッドタイガーの詩（『UFO大戦争 戦え! レッドタイガー』ED／with コロムビアゆりかご会）
- ウルトラマンの歌（『実相寺昭雄監督作品ウルトラマン』主題歌／with コロムビアゆりかご会）
- ぼくらのウルトラマン（『ウルトラ6兄弟VS怪獣軍団』主題歌／with コロムビアゆりかご会）
- 輝け!8人ライダー（『仮面ライダー 8人ライダーVS銀河王』主題歌／with ザ・チャープス）
- 君の青春は輝いているか（『超人機メタルダー』OP）
- ウルトラセブンの歌99（『ウルトラセブン1999最終章6部作』・『ウルトラセブン誕生35周年“EVOLUTION”5部作』OP）
- ウルトラセブンのバラード（『ウルトラセブン1999最終章6部作』ED）[注 32]
- ULTRA SEVEN 99（『ウルトラセブン誕生35周年“EVOLUTION”5部作』ED）
- ミッドナイトデカレンジャー（『特捜戦隊デカレンジャー』ED／with 森の木児童合唱団）
- デカマスターNEVER STOP（『特捜戦隊デカレンジャー』挿入歌）
- ないしょのユーレイヒー（『海賊戦隊ゴーカイジャー THE MOVIE 空飛ぶ幽霊船』挿入歌／with 堀江美都子、松原剛志）
- ミッドナイト デカレンジャー 10 YEARS AFTER（『特捜戦隊デカレンジャー 10 YEARS AFTER』主題歌）
- 全界合体!ジュラガオーン（『機界戦隊ゼンカイジャー』挿入歌／with 堀江美都子）[90]

### ゲームソング
- 『70年代風ロボットアニメ ゲッP-X』（1999年、主題歌・ED・挿入歌）
- 『タツノコファイト』（2000年、OP）
- ゲッターロボ！/銀河鉄道999（2000年、『pop'n music アニメーションメロディ』音楽ゲーム用の再録）
- 宇宙戦艦ヤマト（2001年、『pop'n music 7』同上）
- 『半熟英雄対3D』（2003年、OP・ED・挿入歌）
- 『半熟英雄4〜7人の半熟英雄〜』（2005年、OP・ED）

### CMソング
- アイスモナカ ブラッキー（雪印乳業）
- アスパラC（田辺製薬）
- ミロ（ネッスル日本）
- クロネコヤマト（ヤマト運輸）[注 33]
- さっそーターセル（1992年、トヨタ自動車）[注 34]
- 戦え!!ベルマーレ!DDI（1995年、DDI）
- レッドアラーム（1995年、T&E SOFT）
- みんなのGOLF（1997年、ソニー・コンピュータエンタテインメント）
- 焙煎にんにく（2002年、日本食研）
- カラリオ どキレイダーのテーマ（2002年、セイコーエプソン。2002年9月25日にシングルCDとして発売）
- アミノサプリ 麒麟戦隊アミノンジャーシリーズ（2003年4月 - 8月・2004年6月 - 2005年8月、キリンビバレッジ）[注 35]
- つよインク200（2006年、セイコーエプソン）

### その他
- あいつの机（1976年、『おはよう!こどもショー』）
- アイアイ（1977年、『ワイワイ軍団900 リズムでゴーゴー!』収録）
- 桃太郎（1977年、『ぱくぱくぽけっとレコード』シリーズ）[注 36]
- それゆけぼくらのファイターズ/ ファイターズ讃歌（1977年、日本ハムファイターズ応援歌/球団歌）
- 今日という日は（1978年、映画『走れクラウス』主題歌）
- レクィエム（1979年、日本コロムビア、GK-521、『Gメン'75』ED）[注 37]
- ボクはお猿の機関士で（1979年、丘灯至夫作詞家生活40年記念LP『ねこふんじゃった こどもの歌アルバム』収録） - コロムビア・オールスターズ[注 28]名義
- 遠い空のボレロ（1979年、映画『英霊たちの応援歌 最後の早慶戦』主題歌）
- ドン・キホーテ（1981年、『みんなのうた』）
- どんどんどん（1981年、『おかあさんといっしょ』土曜日コーナー「どんどんどん」OP）
- スイム・スイム・JSS（1982年、ジェイエスエス社歌）[91]
- 白い風（1983年、第37回世界卓球選手権大会テーマ曲）
- 大きなうた（1984年、日本フォークダンス連盟監修・構成EPに収録）
- ぶっちぎりの青春（1984年、川口オートレーステーマソング）
- 宇宙戦艦ヤマト（2002年、『CRフィーバー大ヤマト』『CRフィーバー大ヤマト2』新録）[注 38]
- 象だゾウ[92]（2004年、『みんなのうた』）
- 勇気の花がひらく時/夕日にむかって（2011年、『手のひらを太陽に50周年記念CD 生きているから歌うんだ! 』収録。カバー）
- アニソン・アカデミー校歌（2017年、水木一郎とのデュエット）
- 翼を持つ者 〜Not an angel Just a dreamer〜（2017年、日本動画協会「アニメNEXT_100」プロジェクト公式ソング）[注 39]

### オリジナルアルバム
- 英語盤 ささきいさお アニメヒットをうたう（1978年12月25日、日本コロムビア、CZ-7018）
- DAY DREAM（1982年5月21日、日本コロムビア、AF-7118） - 「佐々木功」名義

### ベスト・アルバム
- ささきいさお テレビ主題歌をうたう（1976年9月、日本コロムビア、CW-7079）
- ささきいさお 真赤なスカーフ/アニメロマンの世界（1977年9月、日本コロムビア、CS-7040）
- おとこの詩 〜ナレーションと歌で綴る若者へのメッセージ〜（1978年9月1日、日本コロムビア、CS-7072）
- ベスト24（1978年10月25日、日本コロムビア、CW-7188 - 9）
- ニューヒットベスト16（1979年12月、日本コロムビア、CS-7150）
- ベストヒット（1981年10月、日本コロムビア、CQ-7069）
- 男の詩（1995年11月21日、日本コロムビア、COCC-13042）
- 男の詩 Vol.2（1997年6月21日、日本コロムビア、COCC-14282）
- G.I.ブルース（1997年12月10日、ブルース・インターアクションズ）
- 佐々木功シングルコレクション '73〜'87（1998年6月21日、日本コロムビア、COCC-15199→15203）
- 佐々木功デラックスコレクション -男の詩スペシャル-（1999年3月20日、日本コロムビア、COCX-30275→30279）
- 佐々木功ソングブック -グレイテストベスト-（2000年11月18日、日本コロムビア、COCX-31212→31213）
- 佐々木功ソングブック -トライアルベスト-（2000年11月22日、バップ、VAP-81351→81352）
- ささきいさおベスト -銀河航海誌-（2005年9月28日、コロムビアミュージックエンタテインメント、COCX-33356）
- ベスト・オブ・ベスト ささきいさお（2015年4月1日、日本コロムビア、COCX-39013）
- MOMENT 〜今の向こうの今を〜（2016年9月28日、日本コロムビア、COCX-39706）
- ささきいさお デビュー65周年記念 ベストコレクション（2025年7月16日、日本コロムビア、COCX-42499→42501）

### DVD
- 〜デビュー50周年記念〜 ささきいさおTV主題歌大全集（2010年12月22日、コロムビアミュージックエンタテインメント）
- ささきいさお デビュー55周年記念 スペシャルライブ（2018年10月31日、日本コロムビア、COBC-7054→7055）

### 著書
- 子連れ再婚の片道切符（上田みゆき共著、講談社）